# Pol Bury
 (février 2024).
Pour les articles homonymes, voir Bury.
Pol Bury, né à Haine-Saint-Pierre (La Louvière) dans la province de Hainaut le 26 avril 1922 et mort dans le 15e arrondissement de Paris le 27 septembre 2005, est un peintre et sculpteur belge. Il fut également régent de Cinématoglyphe du Collège de 'Pataphysique.
Pol Bury a pratiqué le dessin, la peinture, la sculpture, la gravure mais également l’écriture, la création de bijoux, la construction de fontaines, et la réalisation de plusieurs courts-métrages expérimentaux. Il est considéré comme un artiste contemporain majeur du XXe siècle et est reconnu internationalement. Ce sont surtout ses reliefs et ses sculptures cinétiques qui ont donné à l’artiste sa place dans l’histoire de l’art. Maître du mouvement lent, il maîtrise le temps dans ses réalisations mobiles, ses fontaines qui dégagent à la fois quelque chose de troublant et une grande sérénité, amusent et animent tout espace où l’eau peut jouer : ville ou campagne, parc historique ou espace contemporain... Qu’elles soient à tubes ou à bulles, en acier, en cuivre ou en une autre matière, les fontaines de Bury font appel au génie créateur de l’artiste et à son imagination technique et mathématique.

## Biographie

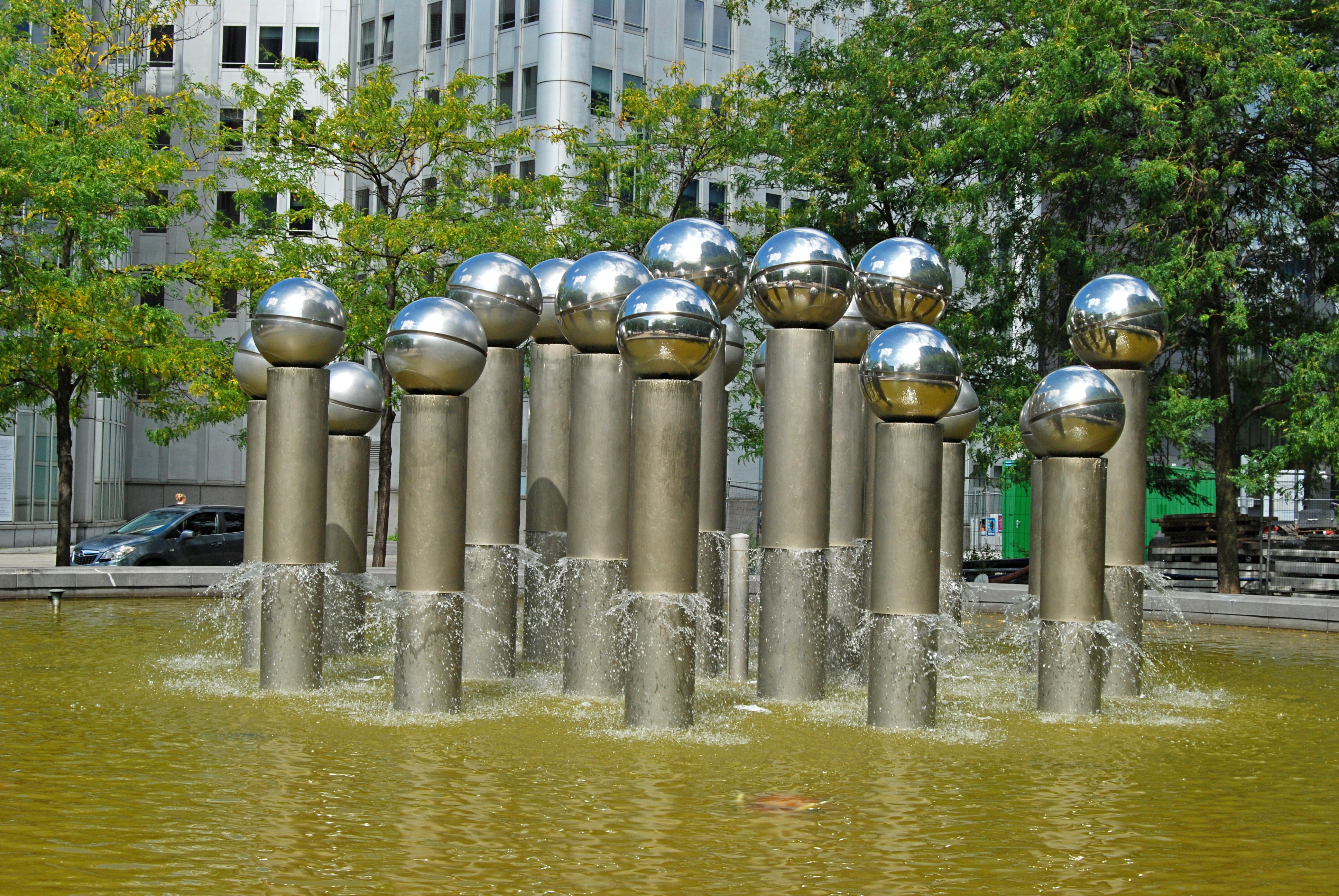
Sculptures de Pol Bury au début du boulevard du Roi Albert II à Bruxelles.

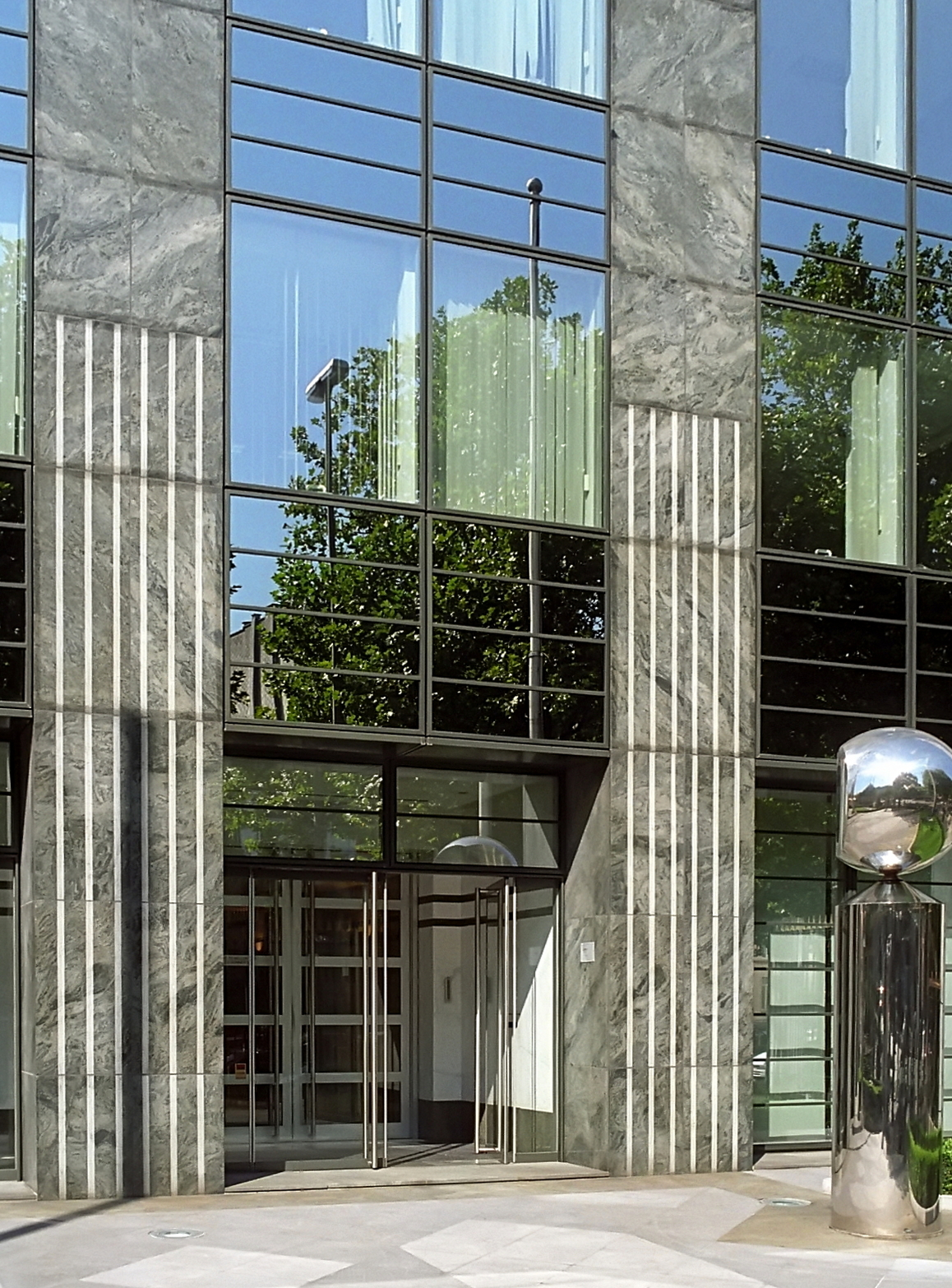
Sculpture de Pol Bury devant l'immeuble Régent 44 à Bruxelles.

Pol Bury naît à Haine-Saint-Pierre près de La Louvière. À 16 ans, en 1938, il commence des études artistiques, de peinture et de dessin, à l’Académie royale des Beaux-Arts de Mons. À la même époque, il rencontre le poète wallon Achille Chavée, un maître à penser du surréalisme en Wallonie. Le poète fait entrer Pol Bury dans le groupe surréaliste « Rupture » qu'il a fondé en 1934. Influencé par Yves Tanguy, Pol adhère, comme de nombreux membres du groupe, à l’idéologie communiste et peint ses premiers tableaux surréalistes. Après sa rencontre avec René Magritte, il travaille en 1940 pour la revue L'Invention collective de Magritte et Raoul Ubac, et participe à l’Exposition internationale du surréalisme en 1945.
En 1946, il oriente sa peinture vers l'abstraction. Il dépasse la manière de peindre représentative, thématique et fixe des surréalistes et réfléchit sur les possibilités picturales de la couleur et de la forme. L’incompréhension de ses amis surréalistes le force à les quitter. Il entre alors dans le groupe de La Jeune Peinture Belge (fondé en 1945) qui se dissout en 1948, puis entre dans le groupe Surréaliste révolutionnaire fondé par Christian Dotremont et Joseph Noiret en 1947, qui fusionne vite avec CoBrA. De 1948 à 1951, il contribue à la rédaction et l’illustration de la revue Cobra, et participe aux expositions du groupe. En 1950, une visite de l'exposition d'Alexander Calder à la Galerie Maeght l'influence grandement et l'incitera plus tard à s'adonner à la sculpture. En 1952, Pol Bury est un des fondateurs du groupe Art Abstrait qui correspond mieux à ses recherches artistiques du moment, basées sur son approche admirative de l’œuvre de Mondrian. Certaines de ses peintures s'approchent aussi du style de Miró.
En 1953, il abandonne peu à peu la peinture et réalise ses premiers Plans mobiles, des panneaux dont l’aspect dépend de l’angle de vue. Durant cette même année, il crée, avec André Balthazar, l’Académie de Montbliard.
Les nouvelles œuvres de Pol Bury, qui apparaissent en 1955, s'inscrivant dans le cinétisme, sont des œuvres en mouvement ; le mouvement étant un « symbole de précision et de calme d’une méditation en action ». Bury participe même à l'exposition Le Mouvement à la Galerie Denise René en 1955. Avec des matériaux choisis, le bois, le liège, l’acier inoxydable, le laiton et le cuivre, il réalise ses Multiplans, en utilisant divers éléments, des boules, des disques, ainsi que des jeux de lumière. De 1959 à 1963, il crée la série des « ponctuations ».
Il s’installe en 1961 à Paris où il fait sa première exposition personnelle dans la galerie d'Iris Clert en 1962. En 1963, Bury commence sa grande série des Volumes ouverts et fermés. L'année suivante, il part pour les États-Unis où il enseigne six mois à l'université de Berkeley et trois mois au College of art and design de Minneapolis.

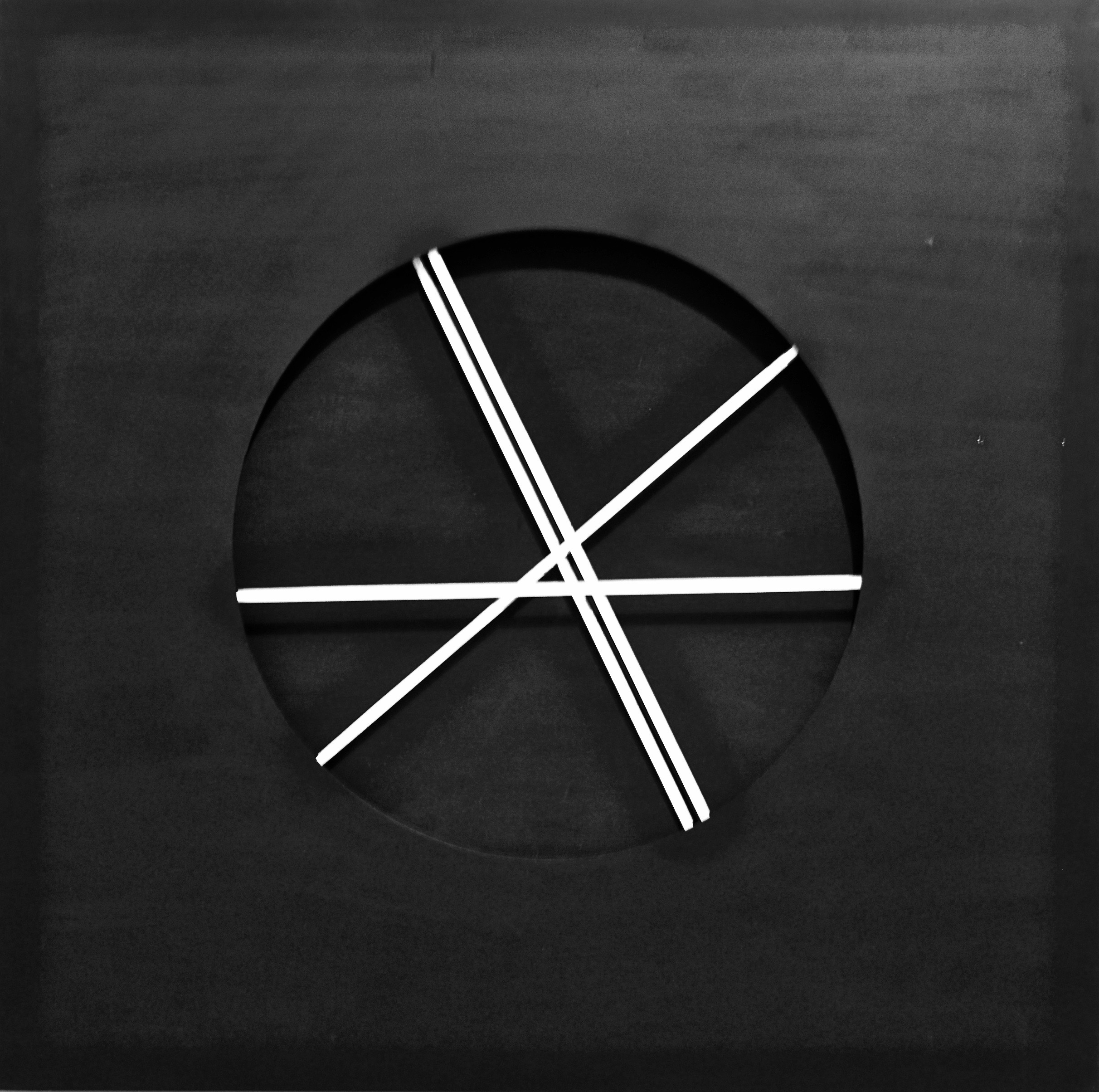
Mélangeur (1961)

En 1964, il représente la Belgique à la Biennale de Venise. Il expose en 1966 des lithographies à la Librairie La Hune (boulevard Saint-Germain) à Paris. Otto Hahn dans L'Express écrit à leur propos : « Le petit air romantique que Pol Bury donne à ses lithographies leur confère un charme suranné, mais leur enlève quelque peu de leur force ».
Au cours des années 1970, deux rétrospectives de son œuvre circulent respectivement à travers les États-Unis et l’Europe.
Au début des années 1970, pour la Fondation Maeght, il co-réalise quatre courts-métrages expérimentaux avec le réalisateur, photographe et écrivain français, Clovis Prévost : Une leçon de géométrie plane (1971), 8 500 tonnes de fer (1971), 135 km/h (1972) et 25 tonnes de colonnes (1973).

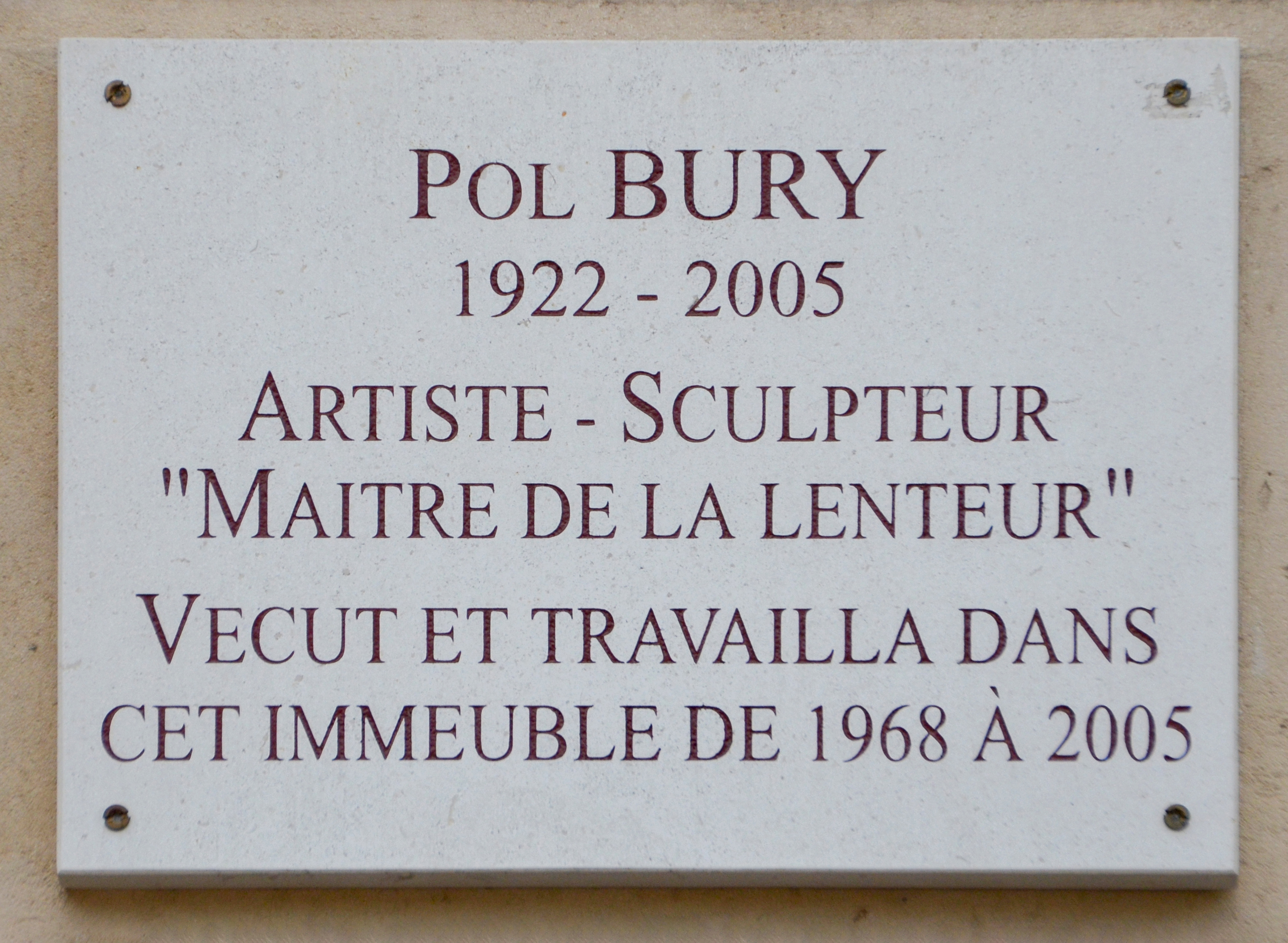
Plaque no 236 boulevard Raspail (14e arrondissement de Paris), où il vit de 1968 à 2005.

En 1976, il crée sa première fontaine hydraulique. S’inscrivant toujours dans le mouvement cinétique, ses sculptures, autrefois silencieuses, font maintenant du bruit. Pol Bury n’a cessé de concevoir de nouvelles fontaines en acier, toutes plus surprenantes les unes que les autres, utilisant des formes simples, cylindres, sphères, demi-sphères, triangles, pour différentes institutions et lieux tels que le musée Guggenheim de New York ou les jardins du Palais-Royal de Paris. Dans ces fontaines, l’eau est utilisée pour défaire l’équilibre instable des volumes d’acier.

Il publie Les horribles mouvements de l'immobilité en 1977, recueil de textes écrits à partir de 1959, intitulé ainsi en hommage à une phrase de Balzac. Dans le premier chapitre consacré au Point, il écrit : 

« En 1958, la technique des matières plastiques n'était pas ce qu'elle devint. Seul le caoutchouc était accessible, mais après un temps assez court, celui-ci finissait par se dessécher et laissait apparaître sur sa surface des points.
La rêverie me laissa imaginer un marbre élastique qui garderait sa pesanteur tout en permettant à la moindre pression de modifier ses volumes. »

Pol Bury meurt le 28 septembre 2005 à Paris, alors qu’une importante exposition de ses fontaines est en cours au château de Seneffe. Il avait lui-même choisi ce lieu, estimant que : 

« Quand une fontaine est dans la nature, elle atteint son point final, son apogée. Elle respire et s’oxygène. »

Il est inhumé au cimetière de Perdreauville, commune où il résidait.
En 2014, le réalisateur belge Arthur Ghenne lui consacre un film documentaire de moyen métrage, Pol Bury, la poésie de la lenteur (57 min, 2014), produit par la cinémathèque de la Communauté française de Belgique.
Une autre rétrospective lui est consacrée en 2015 à la fondation EDF de Paris.
En 2022, le Centre Daily-Bul & C° et le MiLL (La Louvière) initient une série d'évènements autour du Centenaire de la naissance de Pol Bury.

## Sculptures
- Sculpture monumentale (1969), Université de l'Iowa, États-Unis
- Moving ceiling, sculpture de cylindres en acier, station de métro Bourse (1976), Bruxelles, Belgique
- La Fontaine (1978), Fondation Maeght, Saint-Paul de Vence, France[19]
- Capteurs de ciel (1983), rue de Ligne (coin rue Montagne de l'Oratoire), Bruxelles, Belgique
- Sept Sphères dans une demi-sphère, fontaine (1984), fondation Pierre Gianadda, parc de sculptures, Martigny, Suisse[20]
- Sphérades, sculptures de sphères, double fontaine (1985) dans la Galerie d'Orléans du Palais-Royal, à Paris, France[21]
- Sculpture de sphères en équilibre devant le palais de justice d’Avignon, France
- Sculpture de sphères place Romagné à Conflans-Sainte-Honorine, France
- Juin 1995, dit aussi La Fontaine de Pol Bury (1995), Avenue Roi Albert II, Bruxelles, Belgique
- La sculpture du Parc Gilson, La Louvière, Belgique
- Fontaine 64 carrés, Le Grand-Hornu, Mons, Belgique[22]

## Collections publiques
- Arlon, Musée Gaspar, collections de l'Institut archéologique du Luxembourg, lithographies[23].

## Livres illustrés
- Pol Bury, 25 tonnes de colonnes[24], Catalogue d'exposition, broché sous couverture illustrée, 88 p., (20,8 × 21 cm), Fondation Maeght Éditeur, Saint-Paul-de-Vence, 1973
- André Martel (ill. Bol Bury), La Géométrille dé ramollisses : textures paralloïdres d'André Martel ; vec dé mollimages de Pol Bury, Paris, Maeght, 1975, 28 p. (BNF 34705927)
- Pierre Descargues, Eugène Ionesco, Pol Bury, Derrière le miroir n°228, Maeght Éditeur, 1978
- André Balthazar, Lignes, Brandes, 1979
- Pierre Descargues, Gravités malignes et autres causes de l'harmonie des sphères dans l'œuvre de Pol Bury, Le Daily-Bul, 1980
- Pierre Descargues, Pol Bury. Miroirs et fontaines, Galerie Adrien Maeght, 1985
- Pierre Descargues, Les Fontaines de Pol Bury, Le Daily Bul, 1986
- Pol Bury, 896 têtes ramollies, Plein Chant, Bassac, 1989
- La deuxième partie de Pathologie de la vie sociale d'Honoré de Balzac : Théorie de la démarche, en 1990
- Pol Bury, La Gravité des images, coll. « L'art en écrit », éditions Jannink, Paris, 1996
- Pol Bury, le temps en mouvement, Fonds Mercator, Bozar books (Palais des beaux-arts de Bruxelles), 2017  (ISBN 978-94-6230-171-9)[25]

## Essais
- Pol Bury, Les caves du Botanique, Bruxelles, Les Éditions du Botanique, 1986, 179 p.
- Le syndrome de Pontier, Paris, Allia, 2015, 24 p., (gratuit)  (ISBN 978-2-84485-964-8).

## Filmographie

### Réalisateur
- Une leçon de géométrie plane[7] (coréalisé avec Clovis Prévost[6]), court-métrage, France, 1971
- 8 500 tonnes de fer[8] (coréalisé avec Clovis Prévost[6]), court-métrage, 15 min, France, 1971
- 135 km/h[9] (coréalisé avec Clovis Prévost[6]), court-métrage, 13 min, France, 1972
- 25 tonnes de colonnes[10] (coréalisé avec Clovis Prévost[6]), court-métrage, France, 1973

### Documentaires
- Encyclopédie audiovisuelle de l'art contemporain, module « L'art cinétique », (avec Pol Bury : lui-même), France, 1995
- Pol Bury, Côté Jardin[26], réalisé par Reinhart Cosaert pour la Galerie Patrick Derom, court-métrage, 26 min, Belgique, 2009
- Pol Bury, la poésie de la lenteur[16], (avec Pol Bury : lui-même, images d'archives), réalisé par Arthur Ghenne[15], moyen-métrage, 57 min, Belgique, 2014

### Vidéos
- La fontaine de Paul Bury à l'auditorium de Flaine[27] (avec Pol Bury : lui-même), court-métrage vidéo de Lawrence O'Toole, 4 min, France, août 1986
- Pol Bury: Time in Motion, A Tour with Gilles Marquenie[28], court-métrage vidéo de Bozar Brussels, 3 min 32 s, Belgique, 2017